# Togarishachia argenteopicta
Togarishachia argenteopicta är en fjärilsart som beskrevs av Matsumura 1925. Togarishachia argenteopicta ingår i släktet Togarishachia och familjen tandspinnare. Inga underarter finns listade i Catalogue of Life.